# Tiazid

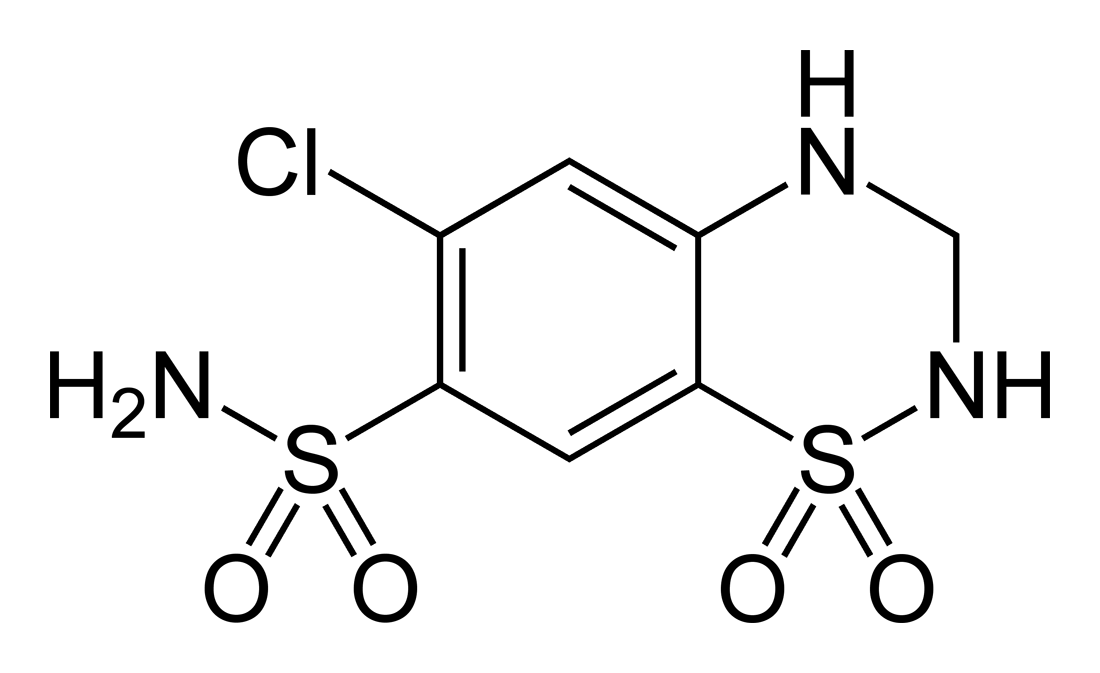
Hydroklortiazid, ett tiaziddiuretikum

En tiazid eller tiaziddiuretikum är ett läkemedel som används för att öka diuresen (urinutträdet), främst vid ödembildning och för att sänka blodtrycket. Tiazider används även för att beteckna den kemiska gruppen molekyler. Verkar som en Na-Cl-symport-antagonist i distala tubuli på njurarna och kommer att verka natriuretiskt. Då natrium försvinner med urinen sänks osmolariteten i blodplasman vilket leder till att osmoreceptorer i hypothalamus stimuleras till en mindre grad. Detta leder till en minskad mängd ADH i blodet och en ökad mängd vatten i urinen, då ADH:s aquaporin-uppreglerande effekt elimineras. Tiaziddiuretika fungerar inte vid progredierad njursvikt med låg glomerulär filtrationshastighet (GFR).

## Exempel på tiaziddiuretika
- Bendroflumetiazid
- Hydroklortiazid